# Guy Konopnicki
 (février 2021).
Si vous disposez d'ouvrages ou d'articles de référence ou si vous connaissez des sites web de qualité traitant du thème abordé ici, merci de compléter l'article en donnant les références utiles à sa vérifiabilité et en les liant à la section « Notes et références ».
Guy Konopnicki dit « Konop », né le 29 septembre 1948 à Paris, est un journaliste et romancier français.

## Biographie

### Militant, fils de militants
Guy Konopnicki est le fils de Raphaël Konopnicki (1915-2011 — « Édouard Voisin » dans la Résistance), un Juif né à Kalisz (Pologne), et de Rose Konopnicki, née Rosa Hoffnung (1913-2012), née à Gelsenkirchen (Allemagne), résistante décorée de la Croix du combattant volontaire 1939-1945. Sa grand-mère, Lucie Hoffnung (née Geller), née le 28 septembre 1893 à Rożniatów en Pologne, sa tante Claire (Clara) Zajdenwerger (née Hoffnung) née le 15 août 1911 à Herne, en Allemagne, et deux jeunes cousins, David Zajdenwerger, né le 9 décembre 1937 à Metz et Sala Zajdenwerger, né le 26 mars 1939 à Metz, sont déportés à Auschwitz par le convoi 40 du 4 novembre 1942 de Drancy à Auschwitz. Son oncle  Mordka (Mottl) Zajdenwerger, né le 3 novembre 1901 à Kazimierz, en Pologne et sa tante Simone Zajdenwerger, née le 15 décembre 1915 à Kazimierz, en Pologne sont déportés par le convoi 8 du 20 juillet 1942 d'Angers vers Auschwitz. La derniére adresse de la famille est au 9 rue Henri IV à Angoulême en Charente.
Élève au lycée Paul-Valéry, il est militant communiste dans sa jeunesse, membre du bureau national de l’Union des étudiants communistes (UEC) entre 1968 et 1972, président de l’UNEF de 1971 à 1972, et membre du Parti communiste français (PCF) de 1963 à 1978.

### Journaliste et écrivain
Il commence sa carrière de journaliste à l’hebdomadaire culturel communiste France Nouvelle puis anime l’association Travail et Culture, organisation culturelle liée à la CGT. Après sa rupture avec le PCF, en 1978, il collabore à Libération ainsi qu’au Matin de Paris et, de 1985 à 1992, au mensuel Globe. Il est, depuis 1999, chroniqueur au magazine Marianne.
Il participe au Panorama de France Culture de 1980 à la disparition de cette émission, en 1999. Toujours sur France Culture, il participe depuis sa création à l’émission Des Papous dans la tête. 
Il est également scénariste et dialoguiste de cinéma (Rouge Baiser de Véra Belmont, 1985). 
À la fin des années 1970, il s’affirme comme romancier avec Au chic ouvrier, publié en 1979 aux éditions Libres Hallier. Dans ce roman, il joue des sonorités de l’accent yiddish en français et fournit un glossaire. Il jouera par la suite de diverses contraintes volontaires : ainsi, dans Ligne 9, chaque station de métro située entre Mairie de Montreuil et Pont de Sèvres forme un chapitre. Les Cahiers de Prague constituent un roman gigogne, où chaque histoire en comprend au moins une autre.
Il est également auteur de romans policiers sous le pseudonyme transparent de « Konop ». Le héros est le commissaire Samuel Benamou, flanqué depuis Poulet Casher de l’inspecteur Liou Pin, né dans l’Indochine française. Pas de Kaddish pour Sylberstein a été adapté au cinéma par Alexandre Arcady sous le titre K, avec Patrick Bruel dans le rôle du commissaire.
Il puise son inspiration romanesque dans l’histoire contemporaine, celle des guerres et des révolutions. Ses thèmes favoris se réfèrent au communisme, au monde juif mais aussi à la mémoire populaire. Ses romans Ligne 9 et Le Silence de la ville révèlent son fort attachement au Paris populaire, ses banlieues, son métro, etc. Son « vécu », remanié, est également une de ses sources[réf. nécessaire].
Il est l’auteur d’essais politiques et littéraires, comme Éloge de la fourrure, Pour en finir avec la France éternelle, La Faute des juifsou le pamphlet Il est toujours interdit d’interdire, paru en 2020 chez Impacts éditions.
Revenu à la politique active en 1992, il a été conseiller régional d’Île-de-France de 1992 à 1998, élu dans les Hauts-de-Seine sur la liste Génération écologie. Après son mandat, il est retourné au journalisme et à la littérature qu'il n'avait jamais quittés.[réf. nécessaire]

## Publications

### Sous son nom
- Je ne sais pas dessiner, 2024. Le Condottière
- Il est toujours interdit d'interdire (2020), Impacts éditions
- Le jour où de Gaulle est parti - 27 avril 1969 (2012)
- Le Silence de la ville (2011) Mention spéciale du jury au prix Métropole Hausserman.
- La Banalité du bien (2009)
- Élu ! (2007)
- Les Cahiers de Prague (2006)
- Ligne 9 (2005), Jean-Claude Gawsewitch Éditeur
- Prix littéraires : la grande magouille (2004), Jean-Claude Gawsewitch éditeur
- Né après (2003), La Martinière
- La Gauche en folie (2003), Balland
- Le Camion du froid (2003), Éden productions
- La Faute des juifs (2002), Balland
- Les Cent Jours (2002), Bibliophane / Daniel Radford
- Pour en finir avec la France éternelle (2001), Grasset
- Le Jour où Haider… (2000), Éditions du Rocher
- Candide 2, le retour (1999), Flammarion
- Manuel de survie au Front (1998), Mille et une nuits
- Les Filières noires (1996), Denoël
- Au nouveau chic ouvrier (1994), Grasset
- Chante petit coq chante (1992), Grasset
- Réflexions sur la question goy, avec Brice Couturier (1988), Lieu commun
- La France du tiercé (1986), La Manufacture
- L'Amour de la politique (1985), Grasset
- Loto-satisfaction, Régine Deforges
- Éloge de la fourrure (1982), Le Seuil
- La Place de la Nation (1983), Olivier Orban
- Les Amoureux de la veuve (1983), Olivier Orban
- Les bouches se ferment (1982), Albin Michel
- Le PCF ou la Momie de Lénine (1980), Garnier
- Au chic ouvrier (1979), Hallier / Albin Michel
- 1920-2020 Vive le centenaire du PCF ! (1979), Hallier / Albin Michel
- Ballades dans la culture (1978), Éditions sociales

### Sous le pseudonyme de Konop
- Salades russes à l’ancienne (2002)
- Poulet kascher (1997)
- Pas de Kaddish pour Sylberstein (1994)